# Pseudocleobis arequipae
Pseudocleobis arequipae är en spindeldjursart som beskrevs av Roewer 1959. Pseudocleobis arequipae ingår i släktet Pseudocleobis och familjen Ammotrechidae. Inga underarter finns listade i Catalogue of Life.